# Frederick Halstead Teese

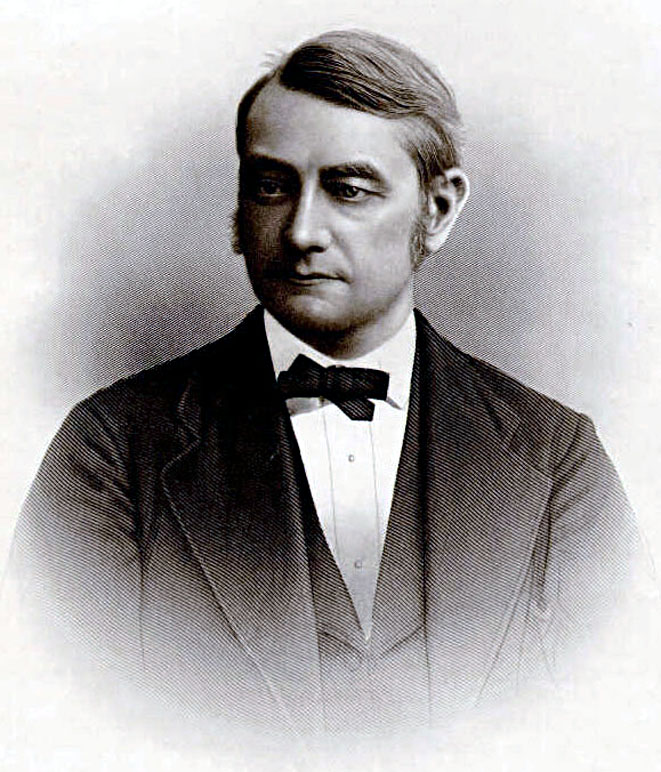
Frederick Halstead Teese

Frederick Halstead Teese (* 21. Oktober 1823 in Newark, New Jersey; † 7. Januar 1894 in New York City) war ein US-amerikanischer Politiker. Zwischen 1875 und 1877 vertrat er den Bundesstaat New Jersey im US-Repräsentantenhaus.

## Werdegang
Frederick Teese besuchte bis 1843 das Princeton College. Nach einem anschließenden Jurastudium und seiner Zulassung als Rechtsanwalt begann er in Newark in diesem Beruf zu arbeiten. Gleichzeitig schlug er als Mitglied der Demokratischen Partei eine politische Laufbahn ein. In den Jahren 1860 und 1861 gehörte er der New Jersey General Assembly an, deren Präsident er im Jahr 1861 als Nachfolger von Austin H. Patterson war. Zwischen 1864 und 1872 fungierte er als Richter am Berufungsgericht im Essex County.
Bei den Kongresswahlen des Jahres 1874 wurde Teese im sechsten Wahlbezirk von New Jersey in das US-Repräsentantenhaus in Washington, D.C. gewählt, wo er am 4. März 1875 die Nachfolge von Marcus Lawrence Ward antrat. Im Jahr 1876 verzichtete er auf eine erneute Kongresskandidatur. Damit konnte er bis zum 3. März 1877 nur eine Legislaturperiode im Kongress absolvieren. Nach dem Ende seiner Zeit im US-Repräsentantenhaus praktizierte Teese wieder als Anwalt. Er starb am 7. Januar 1894 in New York und wurde in Newark beigesetzt.